# Lugiové

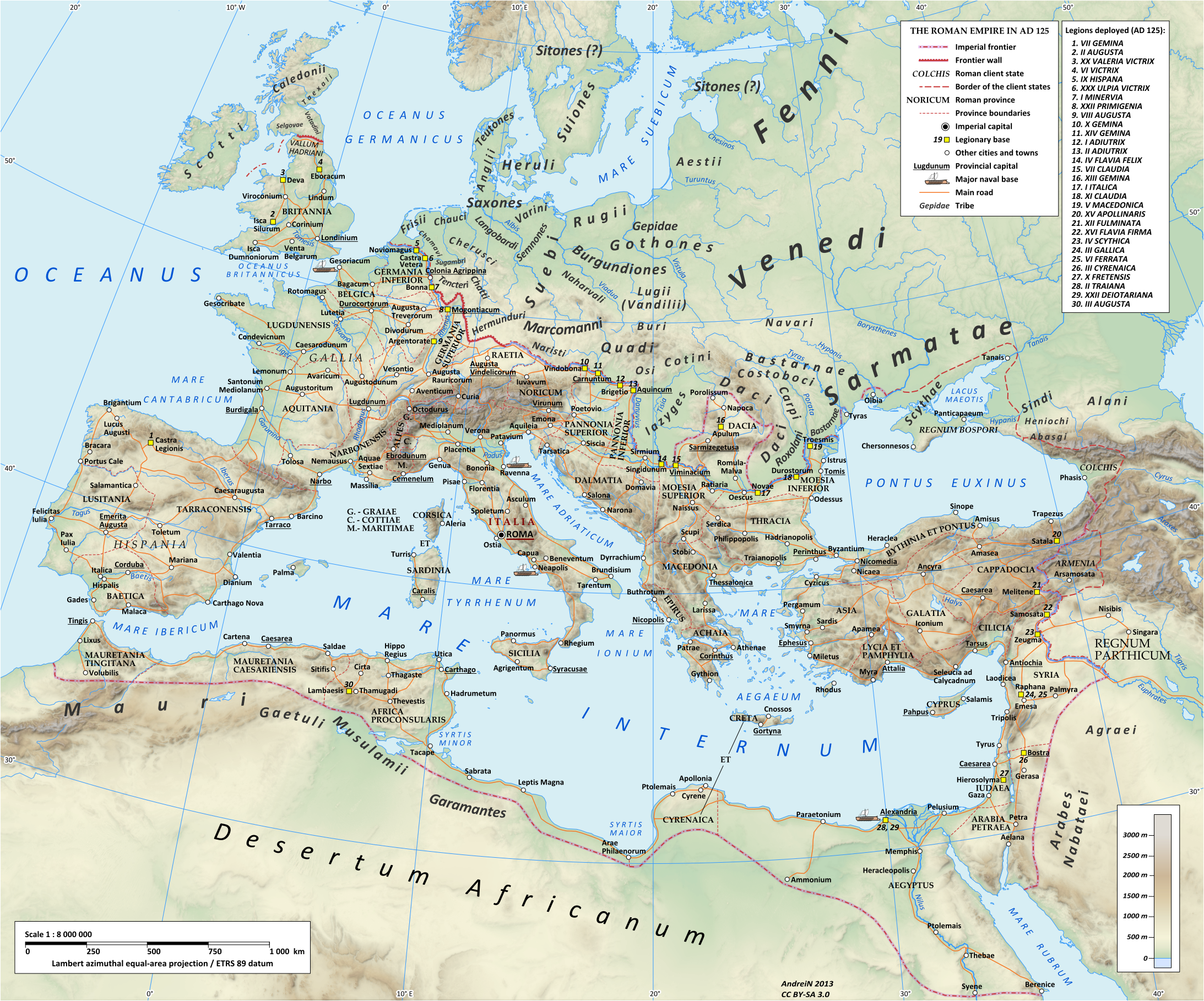
Římská říše za vlády Hadriána (vládl v letech 117-138 n. l.). Kmeny Lugiů (Vandalů) mezi řekami Viadua (Odra) a Vistula (Visla)

Lugiové (také Lugi, Lygii, Ligii, Lugioni, Lygiani, Ligiani, Lugiani nebo Lougoi) byl velký kmenový svaz usazený severně od pohoří Sudety, v povodí horních toků řek Odra a Visla na území většiny dnešního jižního a středního Polska (regiony Slezsko, Velkopolsko, Mazovsko a Malopolsko). Lugiové jsou mnoha moderními historiky ztotožňováni s Vandaly, s nimiž měli během římských dob určitě silně vazby. Kmen Lugiů je zmíněn v záznamech římských historiků žijících zhruba v letech 100 př. n. l. až 300 n. l. Většina archeologů ztotožňuje Lugie s převorskou kulturou. Zatímco byli možná v raných římských dobách ovlivněni Kelty, jsou Lugiové od konce 1. století považování za germánský kmen. Hráli důležitou roli v střední části jantarové stezky ze Sambie u Baltského moře do římských provincií Panonie, Noricum a Raetie. Kmen stejného jména, obvykle anglicky hláskovaný jako Lugi, obýval jižní část Sutherlandu ve Skotsku. 